# 栋叙尔
东叙尔（法語：Domsure，法語發音：[dɔ̃syʁ]）是法国安省的一个市镇，位于该省北部，属于布雷斯地区布尔格区。

## 地理
栋叙尔（46°25'9"N, 5°17'42"E）面积15.2 平方千米，位于法国奥弗涅-罗讷-阿尔卑斯大区安省，该省份为法国东部省份，北起汝拉省，西北接索恩-卢瓦尔省，西接罗讷省和里昂大都会，南至伊泽尔省，东与萨瓦省、上萨瓦省和瑞士接壤。
与栋叙尔接壤的市镇（或旧市镇、城区）包括：博蓬、科利尼、皮拉茹、圣阿穆尔、孔达勒、莱特鲁瓦堡。

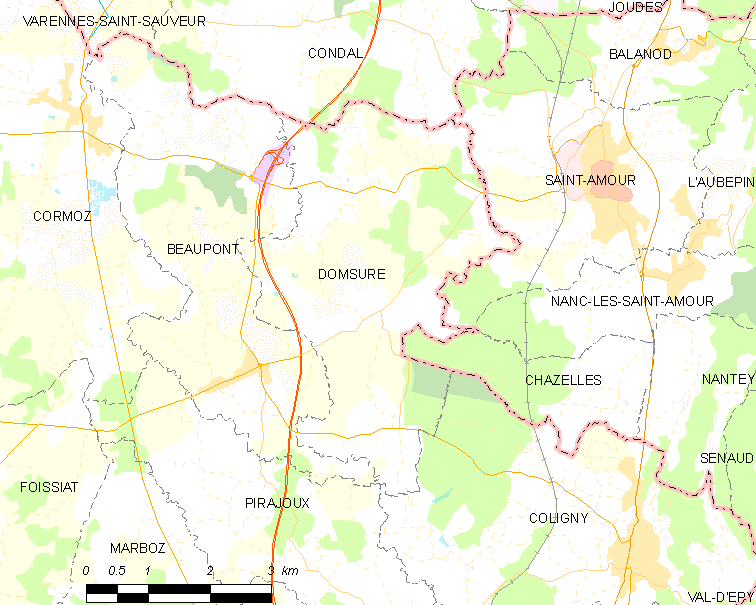
栋叙尔的OSM定位图

栋叙尔的时区为UTC+01:00、UTC+02:00（夏令时）。

## 行政
栋叙尔的邮政编码为01270，INSEE市镇编码为01147。

## 政治
栋叙尔所属的省级选区为圣艾蒂安迪布瓦县。

## 人口

1962-2008年间栋叙尔人口变化图示

栋叙尔于2022年1月1日时的人口数量为540人。